# Mike Holmgren
Michael George Holmgren (San Francisco, 15 giugno 1948) è un allenatore di football americano statunitense che è stato il capo-allenatore dei Green Bay Packers e dei Seattle Seahawks della National Football League (NFL). L'ultimo ruolo ricoperto da Holmgren è stato quello di presidente dei Cleveland Browns.

## Carriera da allenatore
Holmgren iniziò la sua carriera nella NFL come allenatore dei quarterback e poi come coordinatore offensivo dei San Francisco 49ers, con cui vinse due Super Bowl. Nel periodo 1992-1998 fu il capo-allenatore dei Green Bay Packers, esperienza seguita da quella come allenatore dei Seattle Seahawks  dal 1999 al 2008. Prima della sua carriera nella National Football League, Holmgren svolse il ruolo di allenatore nelle scuole superiori e a livello universitario.
Holmgren è noto per aver formato quarterback come Steve Young, Brett Favre e Matt Hasselbeck durante le sue esperienze a San Francisco, Green Bay e Seattle, rispettivamente. Sotto la direzione di Holmgren, i Green Bay Packers vinsero il Super Bowl XXXI battendo i New England Patriots nel 1996. Nell'anno successivo, i Packers tornarono ancora al Super Bowl ma furono sconfitti dai Denver Broncos di John Elway. Successivamente, guidati da Holmgren, i Seahawks raggiunsero frequentemente i playoff, vincendo cinque titoli di division e raggiungendo il Super Bowl XL, il primo della storia della franchigia nel 2005. La squadra fu sconfitta dai Pittsburgh Steelers e Holmgren non riuscì a diventare il primo allenatore a portare alla vittoria del Super Bowl due diverse franchigie.
Come presidente dei Cleveland Browns, Holmgren non riuscì a migliorare la squadra, che terminò con un record di 14-34 sotto la sua presidenza. Malgrado la sua reputazione di guru dei quarterback, i Browns cambiarono tre diversi giocatori in quel ruolo come titolari in quel periodo.

## Palmarès

### Allenatore
- Super Bowl : 1

Green Bay Packers: XXXI
- National Football Conference: 3

Green Bay Packers: 1996, 1997
Seattle Seahawks: 2005
- Steve Largent Award: 1

2008
- Seattle Seahawks Ring of Honor